# チョン・ジョンウ (アイスホッケー)
チョン・ジョンウ（1994年5月27日 - ）は、韓国のプロアイスホッケー選手。ポジションはフォワード。アジアリーグアイスホッケーのHLアニャンに所属。

## 経歴
延世大学出身。
2016-2017シーズンにアジアリーグアイスホッケーのデミョン・キラーホエールズでプレー。
2017-2018シーズンから兵役のためサンムに所属。
2018-2019シーズンに除隊。
2019-2020シーズンからキラーホエールズに復帰。
2022-2023シーズンからHLアニャンでプレー。
2023-2024シーズンはチームが2シーズン連続となる8度目の優勝を果たし、チョンも優勝を経験することになった。